# 十番町 (名古屋市)
十番町（じゅうばんちょう）は、愛知県名古屋市中川区の町名。現行行政地名は十番町1丁目から十番町7丁目。住居表示未実施。

## 地理
名古屋市中川区南東端に位置し、東は熱田区熱田新田東組、西は十一番町、南は港区南十番町、北は八剱町に接する。

## 歴史

### 町名の由来
熱田新田（熱田新田東組）の十番割に相当することによる。

### 沿革
- 1940年（昭和15年）
  - 10月2日 - 港区熱田新田東組の一部より、同区十番町が成立[1]。
  - 10月10日 - 港区熱田新田東組の一部を編入[1]。
- 1944年（昭和19年）2月11日 - 行政区変更に伴い、中川区所属となる[1]。
- 1960年（昭和35年）3月20日 - 中川区熱田新田東組の一部を編入[1]。
- 2011年（平成23年）7月26日 - 十一番町1丁目の一部を1丁目へ編入[8]。

## 世帯数と人口
2019年（平成31年）1月1日現在の世帯数と人口は以下の通りである。
| 町丁   | 世帯数  | 人口    |
| ------ | ------- | ------- |
| 十番町 | 941世帯 | 1,954人 |

## 学区
市立小・中学校に通う場合、学校等は以下の通りとなる。また、公立高等学校に通う場合の学区は以下の通りとなる。
| 番・番地等 | 小学校               | 中学校                 | 高等学校 |
| ---------- | -------------------- | ---------------------- | -------- |
| 全域       | 名古屋市立玉川小学校 | 名古屋市立昭和橋中学校 | 尾張学区 |

## 施設
- 名古屋市営南郊荘
- 十番保育園
- マリオン十番町店

## 交通
- 国道1号

## その他

### 日本郵便
- 郵便番号 : 454-0055[3]（集配局：中川郵便局[11]）。